# Szwajcaria na Mistrzostwach Świata w Lekkoatletyce 2009
Szwajcaria na Mistrzostwach Świata w Lekkoatletyce 2009 – reprezentacja Szwajcarii podczas czempionatu w Berlinie liczyła 13 zawodników. Nie zdobyła żadnego medalu.

## Występy reprezentantów Szwajcarii

### Mężczyźni
| Konkurencja        | Zawodnik                                                     | Eliminacje | Eliminacje | Ćwierćfinał   | Ćwierćfinał   | Półfinał      | Półfinał      | Finał          | Finał          |
| Konkurencja        | Zawodnik                                                     | Wynik      | Poz.       | Wynik         | Poz.          | Wynik         | Poz.          | Wynik          | Poz.           |
| ------------------ | ------------------------------------------------------------ | ---------- | ---------- | ------------- | ------------- | ------------- | ------------- | -------------- | -------------- |
| Bieg na 100 m      | Cédric Nabe                                                  | 10,51      | 50.        | Nie awansował | Nie awansował | Nie awansował | Nie awansował | Nie awansował  | Nie awansował  |
| Bieg na 200 m      | Marco Cribari                                                | 20,80      | 14.        | 20,81         | 21.           | Nie awansował | Nie awansował | Nie awansował  | Nie awansował  |
| Bieg na 200 m      | Marc Schneeberger                                            | 20,76      | 13.        | 20,91         | 24.           | Nie awansował | Nie awansował | Nie awansował  | Nie awansował  |
| Sztafeta 4 x 100 m | Pascal Mancini Marc Schneeberger Reto Schenkel Marco Cribari | 39,47      | 12.        |               |               |               |               | Nie awansowała | Nie awansowała |

| Konkurencja    | Zawodnik       | Kwalifikacje | Kwalifikacje | Finał         | Finał         |
| Konkurencja    | Zawodnik       | Wynik        | Poz.         | Wynik         | Poz.          |
| -------------- | -------------- | ------------ | ------------ | ------------- | ------------- |
| Rzut dyskiem   | Daniel Schärer | 58,57        | 27.          | Nie awansował | Nie awansował |
| Rzut oszczepem | Stefan Müller  | 72,83        | 35.          | Nie awansował | Nie awansował |
| Dziesięciobój  | Simon Walter   |              |              | 7649          | 30.           |

### Kobiety
| Konkurencja                | Zawodniczka      | Eliminacje | Eliminacje | Półfinał       | Półfinał       | Finał          | Finał          |
| Konkurencja                | Zawodniczka      | Wynik      | Poz.       | Wynik          | Poz.           | Wynik          | Poz.           |
| -------------------------- | ---------------- | ---------- | ---------- | -------------- | -------------- | -------------- | -------------- |
| Maraton                    | Patrizia Morceli |            |            |                |                | 2:39:37        | 38.            |
| Bieg na 100 m przez płotki | Lisa Urech       | 13,36      | 27.        | Nie awansowała | Nie awansowała | Nie awansowała | Nie awansowała |
| Chód na 20 km              | Marie Polli      |            |            |                |                | 1:36;44        | 25.            |

| Konkurencja   | Zawodniczka    | Kwalifikacje | Kwalifikacje | Finał          | Finał          |
| Konkurencja   | Zawodniczka    | Wynik        | Poz.         | Wynik          | Poz.           |
| ------------- | -------------- | ------------ | ------------ | -------------- | -------------- |
| Skok o tyczce | Nicole Büchler | 4,50 NR      | 15.          | Nie awansowała | Nie awansowała |
| Siedmiobój    | Linda Züblin   |              |              | 5934           | 16.            |